# The Argument (film)
Pour plus de détails, voir Fiche technique et Distribution.
The Argument est un film de procès américain réalisé par Walter Edwards, sorti en 1918.

## Synopsis
Après qu'un jeune homme a été acquitté en ayant plaidé la folie, le procureur John Corbin raconte au docteur Richard Hyde qu'il pourrait tuer sa femme et, avec un bon avocat, sortir libre du tribunal. Un jour, de retour chez lui, Corbin surprend sa femme et son amant. L'homme s'enfuit mais Corbin tue la femme infidèle et va se confesser à la police. Grâce à son avocat et à l'avis médical du docteur Hyde, Corbin est libéré après avoir passé peu de temps dans un hôpital psychiatrique.
Au mariage du fils de Corbin, John Jr, et de la fille de Hyde, Wyllis, le médecin demande au procureur s'il a reconnu l'amant de sa femme. Corbin, comprenant la culpabilité de son ami, lui répond qu'il pense que non, pour sauvegarder le bonheur de leurs enfants.

## Fiche technique
- Titre original : The Argument
- Réalisation : Walter Edwards
- Scénario : Jack Cunningham
- Photographie : Gus Peterson
- Société de production : Triangle Film Corporation
- Société de distribution : Triangle Distributing Corporation
- Pays de production :  États-Unis
- Langue originale : anglais
- Format : noir et blanc — 35 mm — 1,37:1 — Film muet
- Genre : drame
- Durée : 50 minutes (5 bobines)
- Date de sortie : 
  - États-Unis : 20 janvier 1918
- Licence : Domaine public

## Distribution
- J. Barney Sherry : John Corbin
- Pauline Starke : Wyllis Hyde
- Audelle Higgins : Mme John Corbin
- Howard Davies : docteur Richard Hyde
- Gino Corrado : John Corbin Jr.
- Edward Jobson : Benton
- George W. Chase : George